# Quận New Castle, Delaware
Quận New Castle là một quận thuộc tiểu bang Delaware, Hoa Kỳ.
Quận lỵ đóng ở thành phố Wilmington 6.
theo điều tra dân số năm 2000, quận có dân số là 500.265 người 2. Quận lỵ là Wilmington. Đây là trung tâm dân số của tiểu bang Delaware, với đô thị Townsend.. Đây là quận giàu có nhất trong các quận của tiểu bang Delaware. Ngoài ra đây là quận có diện tích nó là nhỏ nhất trong khu vực, nhưng lớn nhất về dân số. Quận này là một phần của khu vực Delaware Valley.

## Địa lý
Theo Cục điều tra dân số Hoa Kỳ, quận có tổng diện tích 494 dặm vuông (1.278 km ²) 0,426 dặm vuông (1.104 km ²) là mặt đất, và 67 dặm vuông (174 km ²) của nó (13,62%) là diện tích mặt nước.

### Quận lân cận
- Quận Chester - tây bắc
- Quận Delaware - đông bắc
- Quận Gloucester, New Jersey - đông bắc
- Quận Salem, New Jersey - phía đông
- Quận Kent, Delaware - phía nam
- Quận Kent, Maryland - Tây Nam
- Quận Cecil, Maryland - tây

## Thông tin nhân khẩu
Theo điều tra dân số năm 2000, có 500.265 người, 188.935 hộ gia đình, và 127.153 gia đình sống trong quận hạt. Mật độ dân số là 1.174 người trên một dặm vuông (453/km ²). Có 199.521 đơn vị nhà ở với mật độ trung bình là 468 trên một dặm vuông (181/km ²). Cơ cấu chủng tộc của dân cư quận gồm 73,12% người da trắng, 20,22% da đen hay Mỹ gốc Phi, 0,20% người Mỹ bản xứ, 2,59% Châu Á, Thái Bình Dương 0,03%, 2,22% từ các chủng tộc khác, và 1,62% từ hai hoặc nhiều chủng tộc. 5,26% dân số là người Hispanic hay Latino thuộc một chủng tộc nào. 14,6% là của 11,4% người Ailen, Ý, Đức 10,9%, 8,8% tiếng Anh và 5,4% gốc Ba Lan theo điều tra dân số năm 2000. 89,5% nói tiếng Anh và 5,3% người Tây Ban Nha là ngôn ngữ đầu tiên của họ.
Có 188.935 hộ, trong đó 32,50% có trẻ em dưới 18 tuổi sống chung với họ, 49,60% là đôi vợ chồng ở với nhau, 13,40% có nữ hộ và không có chồng, và 32,70% là các gia đình không. 25,70% hộ gia đình được tạo thành từ các cá nhân và 8,50% có người sống một mình 65 tuổi trở lên là ai. Cỡ hộ trung bình là 2,56 và cỡ gia đình trung bình là 3.09.
Cơ cấu độ tuổi với 24,90% dưới độ tuổi 18, 10,30% 18-24, 31,50% 25-44, 21,70% từ 45 đến 64, và 11,60% từ 65 tuổi trở lên là người. Độ tuổi trung bình là 35 năm. Đối với mỗi 100 nữ có 94,40 nam giới. Đối với mỗi 100 nữ 18 tuổi trở lên, có 90,80 nam giới.
Thu nhập trung bình cho một hộ gia đình trong quận là 52.419 USD, và thu nhập trung bình của gia đình là 62.144 đô la Mỹ. Nam giới có thu nhập trung bình 42.541 USD so với 31.829 đô la Mỹ của nữ giới. Thu nhập bình quân đầu người thu nhập của quận là 25.413 USD. 8,40% dân số và 5,60% của các gia đình có thu nhập dưới chuẩn nghèo. Trong tổng dân số, 10,20% những người dưới độ tuổi 18 và 7,40% của những người 65 tuổi trở lên đang sống dưới mức nghèo khổ.